# میخائیل من
میخائیل من (روسی: Михаил Александрович Мень؛ زادهٔ ۱۲ نوامبر ۱۹۶۰) سیاست‌مدار اهل کشور روسیه است. وی از سال ۲۰۱۳ در وزارت صنعت ساخت و ساز، مسکن و آب و برق روسیه خدمت می‌کند.